# 4468 Mallard
LNER Clasa A4

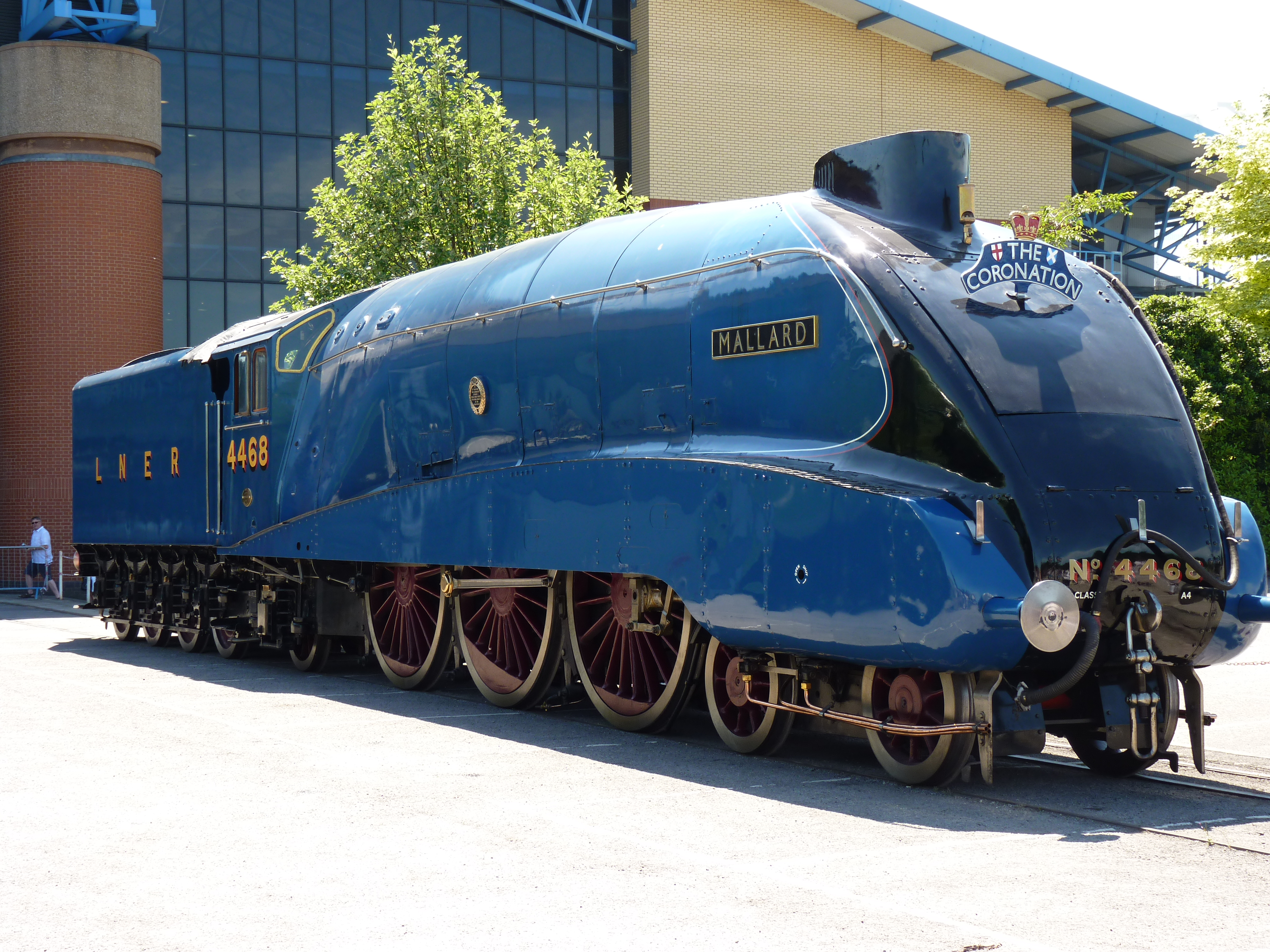
Locomotiva 4468 Mallard

4468 Mallard este o locomotivă cu abur concepută de Sir Nigel Gresley și construită în Doncaster, Anglia în 1938. Aerodinamica acestei locomotive a fost testată în tunel aerodinamic și astfel construcția îi permitea atingerea unor viteze de peste 160 km/h. În 1963, când a fost scoasă din folosință parcursese 2.4 milioane de km. Mallard avea o configurație a roților 4-6-2 în notația Whyte.